# Cattedrale di Wiener Neustadt
L'ex cattedrale di Wiener Neustadt o cattedrale dell'Assunta e di San Ruperto (in tedesco Dom Mariä Himmelfahrt und Sankt Rupert) si trova a Wiener Neustadt, in Austria. La chiesa è stata cattedrale della diocesi di Wiener Neustadt dal 1468 al 1785, anno di soppressione della diocesi.

## Storia

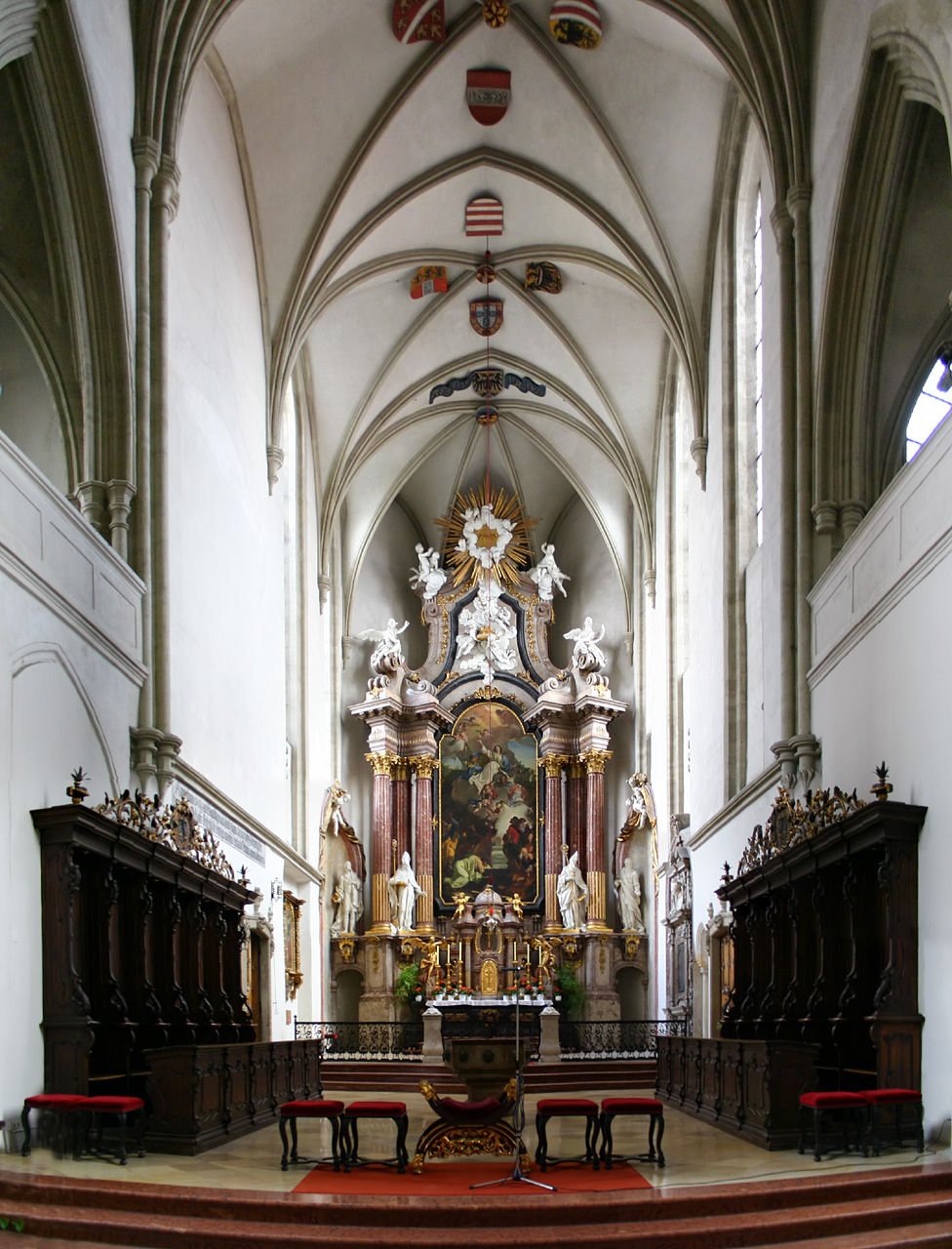
Il coro e l'altare

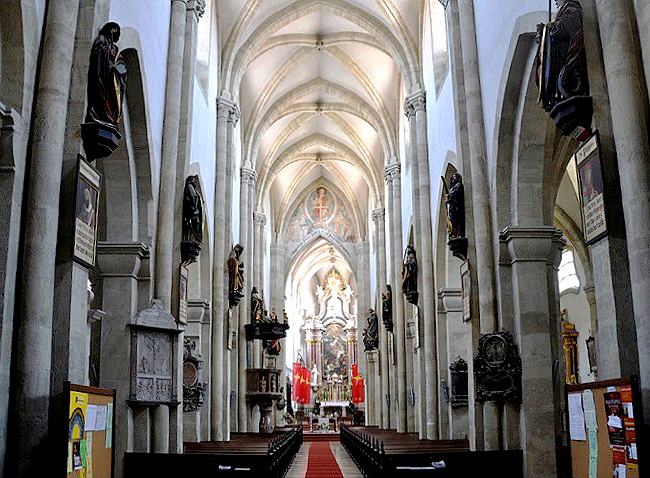
La navata

La posizione e l'orientamento della cattedrale rientrano nella pianificazione della città nel Medioevo. La navata centrale è orientata a nord e ad ovest in allineamento con il sorgere del sole nel giorno di Pentecoste, il 24 maggio 1192, data in cui il duca Leopoldo V è investito dall'imperatore Enrico VI.
Nel 1207 ha avuto inizio la costruzione della cattedrale in stile romanico. L'edificio venne inaugurato nel 1279. Dal 1588 al 1630, Melchior Khlesl è amministratore della diocesi e fa erigere il primo pulpito barocco. L'altare barocco con la pala di Gian Domenico Cignaroli raffigurante l'Assunzione della Vergine viene inaugurato nel 1776. Nel 1886 le torri, pericolanti, sono state demolite e in seguito ricostruite sotto la direzione dell'architetto viennese Richard Jordan.
Il 6 marzo 2012 un incendio doloso compromette seriamente la cattedrale, che rimane chiusa per sei mesi per permettere le riparazioni.